# 根上生也
根上 生也（ねがみ せいや、1957年3月16日 - ）は、日本の数学者。理学博士。横浜国立大学名誉教授。横浜国立大学元副学長・理事、横浜国立大学大学院環境情報研究院元教授。専門は、位相幾何学的グラフ理論、離散数学、トポロジー、数学教育。

## 人物
1957年東京都国分寺市生まれ。1975年東京都立国立高等学校卒業。1979年東京工業大学理学部数学科卒業。1983年同大学院理工学研究科情報科学専攻博士課程中退。東工大における指導教官は本間龍雄。東京工業大学助手、横浜国立大学助教授、横浜国立大学大学院環境情報研究院教授、横浜国立大学大学院環境情報研究院長を経て、2019年横浜国立大学理事・副学長に就任。
| 有限多重度の平面被覆をもつ任意の連結グラフは、射影平面への埋め込みが可能か？ |

日本における位相幾何学的グラフ理論のパイオニアである。グラフの多項式不変量の一つである「根上多項式」を考案。グラフの平面被覆に関する「平面被覆予想」（別名「1-2-∞ 予想」）の提唱者。
2005年4月から9月まで、フジテレビで放送された教育番組『ガチャガチャポン!』にて「数学探偵セイヤ」として出演した。
2008年公開の映画『容疑者Xの献身』で、2019年公開の映画『アルキメデスの大戦』でそれぞれ数学の監修を担当した。
一般向け著書や活動にはしばしば「計算しない数学」という言葉が登場する。従来の学校教育における数学は計算作業に終始しがちであり、それによって見えなくなっているものがあると指摘する。構造を見て取ること、言葉で論理的に考えること、ときには曖昧な数式を用いること（平均値、不等式評価、ランダウの記法などを指す）といった思考様式を、自身の抽象数学の経験を交えつつ紹介している。ただし、数学内外を問わず、学問分野や職種によっては依然として高い計算能力が必要となることには留意すべきである。根上自身も計算を排除しているわけではない。

## 著作

### 単著
- 『グラフ理論3段階』 遊星社、1990年7月 ISBN 4-7952-6866-5
- 『離散構造 情報数学講座3』 共立出版、1993年5月 ISBN 4-320-02653-5
- 『トポロジカル宇宙』 日本評論社、1993年12月 ISBN 4-535-60713-3
- 『爽快! 2100三話』 遊星社、1996年10月 ISBN 4-7952-6881-9
- 『第三の理 ハノイの塔修復秘話』 日本評論社、1999年3月 ISBN 4-535-78278-4
- 『位相幾何学的グラフ理論入門』 横浜図書、2001年4月 ISBN 4-946-55205-7
- 『数学探偵セイヤ』 フジテレビKIDS 2005年7月 ISBN 4-594-05001-8
- 『計算しない数学 見えない“答え”が見えてくる!』 青春出版社、2007年3月 ISBN 978-4-413-04168-3
- 『トポロジカル宇宙 ポアンカレ予想解決への道 完全版』 日本評論社、2007年11月 ISBN 978-4-535-78494-9
- 『人に教えたくなる数学 パズルを解くよりおもしろい』 ソフトバンククリエイティブ、2007年12月 ISBN 978-4-7973-4418-9
- 『四次元が見えるようになる本』 日本評論社、2012年9月 ISBN 978-4-5357-8673-8
- 『ピジョンの誘惑 論理力を鍛える70の扉』 日本評論社、2015年2月 ISBN 978-4-5357-8777-3

### 共著・編著
- 『入門有限・離散の数学3 幾何学的グラフ理論』 朝倉書店、1992年6月 ISBN 4-254-11421-4 （前原濶との共著）
- 『トポロジー万華鏡〈1〉』 朝倉書店、1996年6月 ISBN 4-254-11063-4（小竹義朗,玉野研一,深石博夫,瀬山士郎,村上斉との共著）
- 『トポロジー万華鏡〈2〉』 朝倉書店、1996年6月 ISBN 4-254-11064-2 （同上）
- 『基礎数学力トレーニング Nの数学プロジェクト』 日本評論社、2003年10月 ISBN 4-535-78397-7 （中本敦浩との共著）
- 『計算しない数学、計算する数学 ホントの数学は自分の中にある 数学バトル』 技術評論社、2007年10月 ISBN 978-4-7741-3229-7 （桜井進との共著）
- 『数学活用』 啓林館、2012年12月 ISBN 978-4-4020-7575-0（根上ほか5名と啓林館編集部による編著） - 高等学校用教科書。検定年月日2012年（平成24年）3月16日。

### 訳書
- I.R.シャファレヴィッチ、V.V.ニクリン 『幾何学と群』 シュプリンガー・ジャパン、1993年10月 ISBN 4-431-70653-4
- D.ネルソン他 『数学マルチカルチャー 多文化的数学教育のすすめ』 シュプリンガー・ジャパン、1995年4月 ISBN 4-431-70666-6
- H.デリー 『数学100の勝利 Vol.1 数と関数の問題』 シュプリンガー・ジャパン、1996年7月 ISBN 4-431-70687-9
- H.デリー 『数学100の勝利 Vol.2 平面図形の問題』 シュプリンガー・ジャパン、1996年9月 ISBN 4-431-70701-8
- H.デリー 『数学100の勝利 Vol.3 空間と星の問題』 シュプリンガー・ジャパン、1996年12月 ISBN 4-431-70702-6
- M.B.モナガン他 『Maple5 リリース5 プログラミングガイド』 シュプリンガー・ジャパン、1999年9月 ISBN 4-431-70729-8 （笠嶋友美、土屋守正との共訳）
- R.ディーステル 『グラフ理論』 シュプリンガー・ジャパン 2000年10月 ISBN 4-431-70876-6 （太田克弘との共訳）
- J.H.コンウェイ、R.K.ガイ 『数の本』 シュプリンガー・ジャパン、2001年11月 ISBN 4-431-70770-0
- Waterloo Maple Inc.編 『maple7 プログラミングガイド』 シュプリンガー・ジャパン、2002年6月 ISBN 4-431-70961-4 （土屋守正との共訳）
- J.マトウシェク、J.ネシェトリル 『離散数学への招待 上』 シュプリンガー・ジャパン、2002年12月 ISBN 4-431-70896-0 （中本敦浩との共訳）
- J.マトウシェク、J.ネシェトリル 『離散数学への招待 下』 シュプリンガー・ジャパン、2002年12月 ISBN 4-431-70897-9 （同上）
- デビッド・S.リッチェソン 『世界で二番目に美しい数式(上)――多面体公式の発見』 岩波書店、2014年11月 ISBN 4-000-06281-6
- デビッド・S.リッチェソン 『世界で二番目に美しい数式(下)――トポロジーの誕生』 岩波書店、2014年11月 ISBN 4-000-06282-4
- クリフォード・ピックオーバー 『ビジュアル 数学全史――人類誕生前から多次元宇宙まで』 岩波書店、2017年5月 ISBN 4-000-06327-8（水原文との共訳）